# Jean-Luc Ettori
Jean-Luc Ettori (Marseille, 29 juli 1955) is een voormalige Franse voetbaldoelman die zijn gehele carrière voor de Franse eersteklasser AS Monaco uitkwam. Hij speelde 754 wedstrijden voor de club. Hij werd driemaal landskampioen (1978, 1982, 1988) en won driemaal de Coupe de France (1980, 1985, 1991).
Na zijn actieve carrière werd Ettori keeperstrainer bij Monaco, dit deed hij van 1995 tot 2005. In 2005 werd hij sportief directeur bij de Monegasken. Na een tegenvallend seizoen werd hij in mei 2008 ontslagen. Tussen 1980 en 1982 speelde hij negen interlands voor de Franse nationale ploeg, waaronder zes duels op de WK-eindronde 1982.